# Рейхель, Яков Яковлевич
Яков Яковлевич Рейхель (1780—1856) — художник-медальер, коллекционер и учёный-нумизмат.

## Биография
В. Б. Кене указывает датой рождения 1778 год; он же указан на жетоне, изданном в память о Рейхеле в 1856 году. Однако как свидетельствует «Encyklopedyja powszechna» и как написано на медали, выполненной в 1851 г. Х. К. Пфейфером по заказу друзей Рейхеля в знак признания его заслуг в нумизматике, он родился в Варшаве в 1780 году. Его отец, родом из Германии, был известным медальером и монетным мастером Варшавского монетного двора.
Я. Я. Рейхель получил образование в высшем учебном заведении Варшавы, в Академии наук, и одновременно обучался медальерному делу у своего отца. Вместе с ним он изготовлял штемпели для монет во время польского восстания 1794 года. После подавления восстания, третьего раздела Польши и закрытия Варшавского монетного двора в 1795 году семья Рейхелей оказалась в тяжёлом материальном положении. В поисках работы Я. Рейхель-отец в 1801 году приехал в Петербург, где ему была предоставлена должность медальера на монетном дворе.
В начале 1802 года в Петербург приехал и Я. Я. Рейхель (сын), но уже не застал отца в живых и должен был взять на себя заботу о многочисленной семье. Он удачно определился медальерным учеником на Санкт-Петербургский монетный двор. Одновременно он стал успешно заниматься в это время миниатюрной живописью.
С целью своего усовершенствования в медальерном деле, в апреле 1810 года Я. Я. Рейхель уехал во Францию. Был также в Италии. В августе 1811 года, после возвращения в Россию, он получил на Монетном дворе штатное место медальера. В 1818 году он принял участие в учреждении Экспедиции заготовления государственных бумаг и, произведённый указом от 26 августа в титулярные советники, занял в ней должность директора технического отделения.
В 1837 году он был назначен чиновником особых поручений при Министерстве Финансов и членом только что открытой Археографической комиссии. В том же 1837 году он был командирован за границу для изучения способов изготовления государственных бумаг в разных странах и новых изобретений по этой части.
В 1846 году был уволен от службы на Монетном дворе с сохранением содержания. В этом же году он стал одним из основателей Санкт-Петербургского археологическо-нумизматического общества (будущего Императорского Русского Археологического общества), некоторое время был его вице-президентом. В этом обществе также участвовал будущий известный археолог граф А.С.Уваров.
В 1856 году, уже в чине действительного статского советника, был снова командирован за границу с той же специальной целью, что и в первый раз. Уезжая за границу, он надеялся восстановить свое расстроенное здоровье, но по дороге простудился и умер в Брюсселе 30 октября 1856 года. Весной 1857 года его тело было привезено в Санкт-Петербург и предано земле на Волковом кладбище.
Я. Я. Рейхель был не только искусный художник по своей специальности, но и страстный нумизмат; он составил одну из лучших в Европе, коллекцию европейских монет, главным образом средневековых, а также собрание древних рукописей, автографов и манускриптов, славянских и русских, и медалей. Свою коллекцию монет и медалей, в которой насчитывалось около 42000 номеров (по другим сведениям — до 47000) он завещал своим наследникам, которые и продали её в 1857 году минц-кабинету Эрмитажа. Печатный каталог этой коллекции был издан под заглавием: «Die Reichelsche Münzsammlung in St. Petersburg» (2 ч., 1842—1850).
Рейхель был членом-корреспондентом Санкт-Петербургской академии наук c 20.12.1839 г. по отделению исторических, филологических и политических наук (разряд истории и древностей российских).
Как член Археографической комиссии, Рейхель участвовал, вместе с С. М. Строевым и М. А. Коркуновым, в издании «Собрания русских медалей» (СПб., 1840—1846).
Из медалей, резанных им во время его службы при Монетном дворе, можно указать на большие наградные медали для воспитанников Александровского лицея, а также Демидовского училища высших наук; кроме того, известна его копия с медали Дассье в память основания Московского университета.